# Morga
Morga város Spanyolországban,  Bizkaia tartományban. Morga Gamiz-Fika, Fruiz, Arrieta, Errigoiti, Muxika, Zornotza és Larrabetzu községekkel határos. Lakosainak száma 412 fő (2024).

## Népesség
A település népessége az utóbbi években az alábbiak szerint változott:
| Lakosok száma | 406  | 419  | 395  | 409  | 406  | 416  | 426  | 410  | 422  | 412  |
|               | 2001 | 2004 | 2007 | 2009 | 2012 | 2014 | 2017 | 2019 | 2022 | 2024 |